# Villa Manifesto
Villa Manifesto – szósty album studyjny amerykańskiej grupy hip-hopowej Slum Village.

## Lista utworów
1. "Bare Witness" (feat. DJ Babu) (2:30)
2. "Lock It Down" (3:18)
3. "Scheming" (feat.J Dilla, Posdnuos of De La Soul & Phife) (4:15)
4. "Earl Flinn" (feat. J Dilla) (3:04
5. "Faster" (feat. Colin Munroe)	(3:36)
6. "2000 Beyond" (feat. J Dilla, Lil Skeeter & Questlove) (2:53)
7. "Dance" (feat. AB) (2:45)
8. "Don't Fight the Feeling/Daylight" (feat. Dwele) (7:24)
9. "Um Um" (feat. Keys) (3:33)
10. "The Set Up" (3:51)
11. "The Reunion, Pt. 2" (feat. Illa J) (3:09)
12. "Where Do We Go from Here" (feat. Little Brother) (2:52)
13. "We'll Show You" (feat. Illa J & AB) (2:46)